# Kim tự tháp Ameny Qemau
Kim tự tháp Ameny Qemau là một phức hợp kim tự tháp được xây dựng tại Dahshur vào khoảng những năm 1790 TCN, dưới thời trị vì của pharaon Ameny Qemau thuộc Vương triều thứ 13, thời kỳ Chuyển tiếp thứ Hai. Giờ đây, nó chỉ còn là một phế tích, nhưng các phòng ngầm bên dưới vẫn trụ được khá tốt.
Ameny Qemau (hay Ameny Kemau) là một vị vua ít được biết đến do số lượng chứng thực ít ỏi của ông, thậm chí người ta còn không thể xếp được thứ tự cai trị của ông trong vương triều này. Ameny Qemau có lẽ là con của pharaon Sekhemkare Amenemhat V, vị vua cai trị trước đó.

## Lịch sử khảo cổ
Trong một lần nghiên cứu ở phía nam khu nghĩa trang hoàng gia Dashur, đoàn khảo cổ đến từ Mỹ do Charles Musès dẫn đầu, đã vô tình phát hiện ra đống tàn dư của một cấu trúc bằng gạch bùn chưa được biết đến trước đây. Vào năm 1968, Vito Maragioglio và Celeste Rinaldi chính thức khai quật kim tự tháp này. Thực ra từ thời Trung cổ, kim tự tháp Ameny Qemau đã được nhắc đến trong một quyển sách của nhà sử học người Ai Cập - Ả Rập Al-Maqrizi. Những vật dụng còn sót lại tìm thấy trong ngôi mộ đã được Nabil Swelim và Aidan Dodson công bố trong ấn phẩm của 2 người.

## Cấu trúc

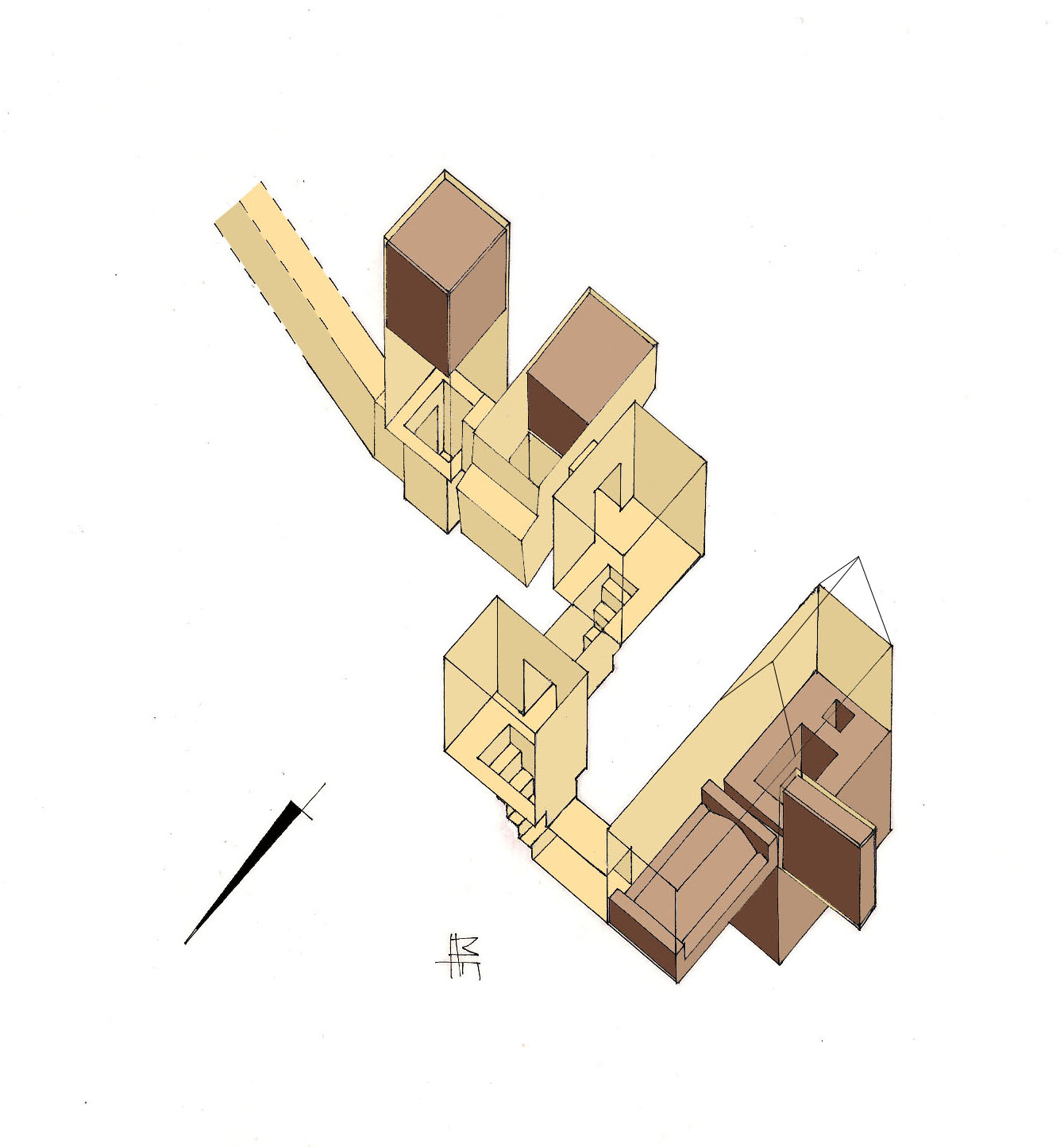
Sơ đồ minh họa các hành lang và phòng ngầm bên dưới kim tự tháp Ameny Qemau

Chiều cao ban đầu của kim tự tháp Ameny Qemau là 35 mét với các cạnh dài 52 mét. Ngày nay, thật khó mà tin được rằng, đây là một công trình được xây bởi bàn tay của con người. Bởi vì kim tự tháp đã bị hủy hoại hoàn toàn, cát phủ đầy lên trên khiến nó trông như một cồn cát nổi lên giữa sa mạc. Chỉ còn rất ít những mẩu gạch vụn được tìm thấy, nhưng các chuyên gia nghĩ rằng, lõi của kim tự tháp được xây bằng gạch bùn và được phủ một lớp vôi trắng lên bề mặt bên ngoài.
Người ta cũng không tìm được bất kỳ một dấu tích nào của ngôi đền tang lễ, đường đắp cao, đền thung lũng hay một kim tự tháp vệ tinh, và xung quanh đó cũng không có một ngôi mộ hoàng gia nào khác. Điều này khiến các nhà nghiên cứu nghi ngờ rằng, kim tự tháp của Ameny Qemau chưa thực sự được hoàn thành.
Lối vào của kim tự tháp nằm ở phía đông, một kiểu cách đặc trưng của Vương triều thứ 13. Hành lang đầu tiên băng qua nhiều dãy phòng phụ và một cửa đá chặn ngay lối vào căn phòng ngoài thứ nhất, nơi có một cầu thang dẫn xuống căn phòng ngoài thứ hai ở phía bắc. Tại căn phòng thứ hai này, một cầu thang nữa ở mé tây dẫn xuống hành lang bên dưới, đi một đoạn rồi rẽ trái sẽ tới được căn phòng chôn cất.
Lối vào phòng chôn cất bị chặn bởi một cánh cửa làm từ đá nguyên khối. Mặc dù có hệ thống cửa chặn như vậy nhưng nó vẫn không ngăn được những tên trộm đột nhập vào bên trong. Chúng đã gom sạch mọi thứ trong phòng mộ này, và chỉ để lại những mảnh vỡ của cái rương và những chiếc bình canopic. May mắn thay, những mảnh vỡ này lại có khắc tên của vua Ameny Qemau, nên các nhà khảo cổ nhanh chóng xác định được chủ nhân của kim tự tháp này là ai. Đây cũng chính là chứng thực duy nhất cùng thời của vị vua này.
Ngoài hai cái hốc trên sàn, nơi đặt quan tài và rương đựng bình canopic, người ta còn tìm thấy một khối gạch lớn bằng thạch anh trông giống những viên gạch ở Kim tự tháp Đen của vua Amenemhat III.